# 明神翼
明神 翼（みょうじん つばさ、11月26日 - ）は、日本のイラストレーター。星座はいて座。血液型はO型。

## 概要
- 主にボーイズラブ系小説の挿絵で執筆している。

## 作品リスト

### 小説挿絵
- 黒崎薫著
  - あやかしの笛（1994年）
  - 背徳の刃（1994年）

- 若月京子著
  - KISS ME,KISS YOU（1996年）
  - 狼シリーズ
    - 狼なんか怖くない（1996年）
    - 狼だって恋をする（2000年）

  - とまらない恋愛時間（2001年）
  - 恋の道は危険がいっぱい（2003年）
  - 年下の彼は策略家（2004年）
  - ご主人様は危険がいっぱい（2005年）
  - 恋人は夜からやってくる（2006年）
  - 婚約者は俺様シリーズ
    - 婚約者は俺様生徒会長!?（2008年）
    - 婚約者は俺様御曹司!?（2009年）
    - 婚約者は俺様若社長!?（2011年）
    - 秘書様は溺愛系（2012年）

  - 熱砂の国の甘い罠♥（2009年）
  - 愛しのシリーズ
    - 愛しの従兄弟は漫画家様（2013年）
    - 愛しの彼は編集者様（2014年）
    - お隣さんは過保護な王子様（2015年）
    - お隣さんは溺愛王子様（2016年）

  - 副社長の甘やかし家族計画（2017年）
  - 竜王様と花嫁シリーズ
    - 竜王様と蜜花花嫁（2018年）
    - 竜王様と御使い花嫁（2019年）

  - 溺愛彼氏と恋わずらいの小鳥（2020年）
  - 純白オメガに初恋プロポース（2021年）

- 曹亜門著
  - ほっとけないプリンス・ボーイ（1996年）

- 水無月さらら著
  - マイ・リトル・ダーリン（1997年）
  - 以心伝心ABC（1997年
  - おにーさまとお呼びシリーズ（3巻以降担当）
    - 天使ちゃんはご機嫌ナナメ（1999年）
    - 覇王さまとデュエット（2000年）
    - 覇王さまの秘密のお城（2001年）
    - 天使ちゃんの夏休み（2002年）

  - ハリネズミみたいな君が大好き（2015年）

- 望月広海著
  - 海聖学園シリーズ
    - 星もデートをする夜に（1997年）
    - 釣られた魚も恋をする（1997年）
    - Eternity〜永遠〜（1999年）

  - だれにも内緒で恋をしよう（1998年）
  - はじまりはいつも雨（1999年）
  - 恋の予感（2003年）

- 香月宮子著
  - マジな恋でもいいんじゃねー?（1997年）
  - 俺とアイツの課外授業（1998年）

- 鷹野京著
  - いとしのテディ・ボーイ シリーズ
    - いとしのテディ・ボーイ（1998年）
    - いとしのテディ・ボーイ ハッピーエンドな恋をしよう（1999年）
    - いとしのテディ・ボーイ ゴージャスに恋をしよう（2001年）
    - いとしのテディ・ボーイ ドラマチックに恋をしよう（2002年）
    - いとしのテディ・ボーイ パーフェクトに恋をしよう（2003年）

- 島さとる著
  - キリエのこどもたち（1998年）

- 水島忍著
  - 胸さわぎシリーズ
    - 胸さわぎがとまらない（1998年）
    - 胸さわぎのルーレット（1998年）
    - 胸さわぎのラビリンス（1999年）
    - 胸さわぎのアイドル（2000年）
    - 胸さわぎのナビシート（2000年）
    - 胸さわぎのマリオネット（2002年）
    - 胸さわぎのフォトグラフ（-2003年）
    - 胸さわぎのプロムナード（2005年）
    - 誘惑のスウィートロマンス（2006年／2007年（新装版））

  - 恋のうちシリーズ
    - イヤもキライも恋のうち（1999年）
    - ボディガードも恋のうち（2000年）
    - 生徒会室も恋のうち（2001年）
    - ルール違反も恋のうち（2002年）
    - トップシークレットも恋のうち（2002年）
    - 誘惑ターゲットも恋のうち（2003年）
    - トリプルデートも恋のうち（2004年）
    - 過剰ジェラシーも恋のうち（2005年）
    - ナイトタイムも恋のうち（2006年）

  - 後見人のふらちな野望（2001年）
  - スキャンダラス シリーズ
    - スキャンダラスな指令（2005年）
    - スキャンダラスな探偵（2006年）

  - 魔王のいいなずけ（2010年）

- しんがいわかこ著
  - 愛で縛ってね?（1998年）

- 萩原七紀著
  - ノンストップでいくぜ!（1999年）

- 崎谷はるひ著
  - 明日のために靴を磨こう（1998年／2012年（改題・あるいて、あした））
  - オモチャになりたい（2009年）

- 紫藤あかり著
  - 守ってあげたいシリーズ
    - 守ってあげたい（1999年）
    - 抱きしめたい（2001年）

  - ふつうじゃない（2001年）

- 南原兼著
  - 百合ヶ丘学園シリーズ
    - きみだけのプリンスになりたい（1999年）
    - ハートもエースも僕のもの♥（2000年）
    - スペードのキングも僕のもの♥（2005年）

  - 男子寮でロマンスを♥（1998年）
  - 巧介&力シリーズ（ロミロミ シリーズ）
    - 僕のものになりなさい♥（1999年）
    - きみのとなりで眠らせて♥（2000年）
    - イケるとこまでイこうよ♥（2000年）
    - きっと純愛というのは…♥（2002年）
    - 好きなんだからしょーがない♥（2004年）
    - 僕を全部あげよう♥（2005年）
    - 膝を抱えて待ってます♥（2006年）

  - パール シリーズ
    - いじわるなパール♥（2000年）
    - よくばりなパール♥（2000年）
    - わがままなパール♥（2001年）
    - きまぐれなパール♥（2002年）
    - あいどるなパール♥（2003年）

  - ストロベリーシリーズ
    - ストロベリー♥フェイク 新装版（2001年）
    - ストロベリー♥トラップ（2006年）

  - まほデミー週番日誌シリーズ
    - まほデミー週番日誌 恋も魔法もレベル♥1（2001年）
    - まほデミー週番日誌 魔法学園♥微熱クラブ（2001年）
    - まほデミー週番日誌 魔法学園♥秘密ガーデン（2002年）
    - まほデミー週番日誌 魔法学園♥夢幻パレス（2002年）
    - まほデミー週番日誌 魔法学園♥誘惑レッスン（2002年）
    - まほデミー週番日誌 魔法学園♥流星ワルツ（2003年）
    - まほデミー週番日誌 魔法学園♥迷宮ロマンス（2003年）
    - まほデミー週番日誌 魔法学園♥禁断ポエム（2003年）
    - まほデミー週番日誌 魔法学園♥月光プリズン（2004年）
    - まほデミー週番日誌 魔法学園♥天空オペラ（2004年）
    - まほデミー週番日誌 魔法学園♥情熱ストーム（2004年）
    - まほデミー週番日誌 魔法学園♥妖精バトル（2005年）
    - まほデミー週番日誌 魔法学園♥征服ジュエル（2005年）

  - Dr．シリーズ
    - Dr.とエクスタシー♥（2001年）
    - Dr.とアヴァンチュール♥（2003年）
    - Dr.とフルコース♥（2003年）
    - Dr.とウェディングベル♥（2006年）

  - 東京騎士王国（TOKYO ナイト キングダム）シリーズ
    - 東京騎士王国（2005年）
    - 東京騎士王国 ホーリー・バラード（2005年）
    - 東京騎士王国 スウィート・ガーデン（2005年）

  - COLD★BLOOD（2005年）
  - レッドゾーンでつかまえてシリーズ
    - レッドゾーンでつかまえて 新装版（2006年）
    - パープルローズにくちづけを 新装版（2006年）
    - シャンパンゴールドで抱きしめて（2012年）

  - 「仁義なし!」でよろしく♥（2006年）

- 斑鳩サハラ著
  - 優等生は反町君がお好き（1999年）
  - ブラザーコンプレックス（2000年）
  - ケダモノシリーズ
    - しょせんケダモノ 新装版（2000年）
    - 妖狐、につまる（2000年）
    - 竜王の花嫁（2001年）
    - しょせん発情期（2004年）

  - 桜沢学園生物部シリーズ
    - 幸せになろうね 新装版（2002年）
    - 幸せにしてあげます 新装版（2002年）

  - 花束なんか欲しくない（2005年）

- 鹿住槇著
  - 恋するキューピッド シリーズ
    - 恋するキューピッド（2000年）
    - 恋するサマータイム 恋するキューピッド2（2000年）

- バーバラ片桐著
  - フェイクなくちびる（2000年）
  - 時間は終わらないシリーズ
    - 遊びの時間は終わらない（2000年）
    - 恋する時間は終わらない（2000年）

  - 嘘つきな恋愛実験（2001年）
  - 懲罰委員会シリーズ
    - 学園♥懲罰委員会（2002年）
    - 束縛♥懲罰委員会（2002年）
    - 熱愛♥懲罰委員会（2003年）
    - 略奪♥懲罰委員会（2004年）

  - 独裁者にくちづけを（2003年）
  - 溺愛♥酷愛症候群（2005年）
  - 惚れてもいないくせに〜申告もれの恋〜（2008年）
  - 飛鳥沢一族シリーズ
    - 飛鳥沢総帥のタブー（2010年）
    - 飛鳥沢久道のジレンマ（2013年）
    - 飛鳥沢悠希の陥没（2014年）
    - 眠れる森のお姫さま -飛鳥沢弓瑛と執事-（2015年）

  - 十字架の愛罪（2006年）

- 夢乃咲実著
  - 桜花学園シリーズ
    - 王子様はポリバケツに乗って（2000年／2010年（新装版））
    - 王様のキスは夜の秘密（2005年）
    - 若殿さまのご寵愛（2008年）
    - ナイショの恋は守護神（2010年）
    - 恋の箱庭でもう一度（2012年）
    - 雅に恋して!（2013年
    - 雅に恋して! 関白の陰謀（2013年）
    - プロポーズは千年をこえて（2014年）
    - 恋人はイジワルな独裁者（2015年）
    - 生徒会長と恋咲く桜花寮（2017年）

  - お婿に行きます!（2013年）
  - 御曹司は再会に蕩けて（2015年）

- 由比まき著
  - 離さないでね（2000年）

- 小笠原類著
  - ときめき最前線!（2000年）

- 岡野麻里安著
  - 言の葉使い（2001年）

- 磯崎なお著
  - STOP!先生っ（2001年）

- 池戸裕子著
  - 渚のシリーズ
    - 渚のロマンチック（2001年）
    - 渚でドラマチック（2001年）

- 姫野百合著
  - ショコラのくちづけ（2001年）

- 真船るのあ著
  - 混線シリーズ
    - 混線もようの恋だから（2001年）
    - 混線もようはまだ続く（2002年）

  - 王子様に気をつけろ!（2002年）
  - ときめき古城ロマンス
    - 伯爵はラブゲームがお好き ときめき古城ロマンス（2003年）
    - 仮面侯爵に囚われて ときめき古城ロマンス（2003年）
    - 謝肉祭の夜に抱かれて ときめき古城ロマンス（2004年）
    - 伯爵は愛にとまどう ときめき古城ロマンス（2006年）

  - キスのはじまりはウエスタン!（2004年）

- 井村仁美著
  - う・わ・さのラブ♥フォーカス（2001年）
  - みずき先生シリーズ
    - みずき先生気をつけて 新装版（2003年）
    - みずき先生危機一髪! 新装版（2003年）

  - ヒ・ミ・ツ♥の家庭教師（2002年）

- 小笠原あやの著
  - 恋愛☆ゲーム（2002年）
  - 恋をするなら社長室（2004年）

- 香阪彩著
  - もっとそばにきて（2002年／2011年（新装版））

- 成田空子著
  - スリルシリーズ
    - スリルがいっぱい（2003年）
    - スリルあげます!!（2004年）
    - スリルはいらない!?（2005年）
    - スリルが暴走中（2007年）
    - スリルが止まらない（2007年）

- 秋月こお著
  - 新ヤマトタケル伝シリーズ
    - やまとツインズ、西へ! 新ヤマトタケル伝（2003年）
    - やまとツインズ、謀る! 新ヤマトタケル伝 2（2004年）
    - やまとツインズ、翔る! 新ヤマトタケル伝 3（2004年）

- 椹野道流著
  - ネクロマンサー・ポルカ シリーズ
    - ネクロマンサーは高校生! ネクロマンサー・ポルカ（2003年）
    - ネクロマンサーは修行中! ネクロマンサー・ポルカ（2003年）
    - ネクロマンサーの初出張! ネクロマンサー・ポルカ（2004年）

- 猫島瞳子著
  - 絶対服従メディカルプレイ（2005年）

- 桂生青依著
  - 愛の誓いは無期限有効（2005年／2007年（新装版））
  - 紳士と星夜の恋愛浪漫（2006年）
  - マフィア シリーズ
    - マフィアの華麗な密愛（2007年）
    - マフィアの甘美な艶愛（2007年）
    - マフィアの真摯な熔愛（2009年）

  - 初恋♥エンゲージ（2011年）
  - Lovely step（2011年）
  - 王子の純愛シンデレラ（2012年）
  - 馬主貴族は孤高に愛す（2014年）
  - 傲慢不埒な殿下の求愛〜触れ合う肌の浸透熱〜（2015年）
  - 冷酷マフィアと心読みの凜（2016年）

- 大槻はぢめ著
  - 恋の封印破れたり（2006年）
  - ボクらの背中には羽根がある（2007年）

- 桂樹茉莉著
  - シャナイ恋愛のじ・か・ん♥（2006年）

- 末吉ユミ著
  - ヴァイオリニストは恋を奏でる（2007年）

- あすま理彩著
  - 英国シリーズ
    - 英国紳士（2007年）
    - 英国執事（2008年）
    - 英国蜜愛（2008年）
    - 英国聖夜（2009年）

- 髙月まつり著
  - ミッシング・ロード
    - ミッシング・ロード〜世界を越えて君を呼ぶ〜（2007年）
    - ミッシング・ロード〜薔薇に抱かれまどろむ秘密〜（2008年）
    - ミッシング・ロード〜漆黒のオリジンを語れ〜（2008年）
    - ミッシング・ロード〜揺らぐ世界の道理の果てに〜（2009年）
    - ミッシング・ロード〜そして君は世界を選ぶ〜<（2010年）

  - 名探偵ではないけれど（2011年）
  - ファンタジックに口説いてみせろ（2012年）
  - 甘えたがりのお客さま（2013年）
  - 名無しの神様ご執心（2014年）
  - 図々しいのもスキのうち（2014年）
  - 背中合わせに恋してる（2015年）
  - お狐様シリーズ 
    - お狐さまと強気な花嫁（2016年）
    - 狛犬様とないしょの約束（2016年）

  - ヒミツは子供が寝たあとで♥（2017年）
  - 俺サマ白狐のお気に入り♥（2018年）
  - 溺愛執事のいじわるレッスン（2018年）
  - モフィス・ラブ♥〜ミケとオオカミの結婚攻防戦〜（2019年）

- 河合ゆりえ著
  - 王子様シリーズ
    - 僕のあしなが王子様（2007年）
    - 俺の愛しい王子様（2007年）

- 森本あき著
  - カエデ荘シリーズ
    - いつも、きみのそばにいる♥〜カエデ荘物語〜（2007年）
    - ずっと、きみを愛してる♥〜カエデ荘物語〜（2007年）

  - 碧の瞳に囚われて♥（2010年）
  - ないしょ、ないしょの恋のお話（2013年）
  - プライベート・サファリ♥（2014年）
  - 動物のおまわりさん（2015年）
  - 菅ヶ原家のアブナイ兄弟（2016年）
  - ご主人様の結婚事情（-2017年）
  - 御曹司のおいしくてキケンな恋避行（2018年）
  - 傲慢な幼なじみとひみつの恋煩い（2019年）
  - 世界でたったひとりの生意気な花嫁（2020年）

- 合浜さな著
  - セックス・ペナルティ（2007年）

- 水城薫著
  - お兄様のいじわるな束縛（2008年）

- 柳まこと著
  - 密着警護（2008年）

- 清白ミユキ著
  - わがまま王子シリーズ
    - わがまま王子のパルファン（2008年）
    - わがまま王子のモン・コフレ（2008年）
    - 幸せのデセール（2010年）

- 伊郷ルウ著
  - 虜シリーズ
    - 狂おしい戒めの虜（2008年）
    - 甘やかな溺愛の虜（2009年）

  - ジュエル・ブライド 花嫁はダイヤモンドの海に溺れる（2013年）
  - 天狐は花嫁を愛でる（2016年）

- 黒崎あつし著
  - ジュエリー シリーズ
    - ジュエリーは恋に酔う（2008年）
    - ジュエリーは求愛に揺らぐ（2008年）

  - 恋の予感は甘く香る（2009年）
  - 運命の恋は甘く囁く（2009年）

- 坂井朱生著
  - きみのとなり（2008年）
  - 半熟生活トライアル（2014年）

- 六堂葉月著
  - ダイヤモンド王シリーズ
    - ダイヤモンド王の傲慢な求愛（2008年）
    - ダイヤモンド王の理不尽な寵愛（2011年）

  - 双子の野獣（2012年）
  - 吸血鬼王と淫らな契約（2014年）
  - 好きしかない 愛しかいらない（2018年）※電子書籍

- 水月真兎著
  - 禁断ラヴァーズ（2009年）
  - 極研シリーズ
    - 極研〜夜王の隠れ家〜（2011年）
    - 極研〜惑いの氷華〜（2012年）

  - 秘恋は甘い毒のように（2014年）

- 藤森ちひろ著
  - 裏切りの愛罪（2009年）

- 水上ルイ著
  - シューレ・ヴァンパイア シリーズ
    - 艶肌に恍惚の牙 シューレ・ヴァンパイア（2009年）
    - 雪肌に蜜悦の牙 シューレ・ヴァンパイア（2011年）
    - 蜜肌に悦楽の牙 シューレ・ヴァンパイア（2010年）

  - ロイヤル シリーズ
    - ロイヤルロマンスは突然に（2009年）
    - ロイヤルマリアージュは永遠に（2010年）
    - ロイヤルバカンスは華やかに（2010年）
    - ロイヤルウェディングは強引に（2010年）
    - ロイヤルジュエリーは煌めいて（2011年）
    - ロイヤルキスに熱くとろけて（2011年）

  - Mr．プリンスの華麗な誘惑（2012年）
  - 熱砂の王子シリーズ
    - 今宵、熱砂の王子にさらわれて（2012年）
    - 今宵、熱砂の王子にみだされて（2013年）

- 市村奈央著
  - 恋愛たまごシリーズ
    - 恋愛たまご -神崎史朗(25)の場合-（2009年）
    - 恋愛たまご -伊達蒼介(26)の奮闘-（2011年）

- 甲山蓮子著
  - 極上な男のまる秘指南（2010年）

- 愁堂れな著
  - バディ シリーズ
    - バディ-相棒-（2010年）
    - バディ-主従-（2010年）
    - バディ-禁忌-（2012年）
    - バディ-陥落-（2012年）

  - アラビアン・ハネムーン 砂漠の蜜月（2010年）
  - 王子様はSPがお好き（2013年）
  - 悪魔が恋のキューピッド（2013年）
  - 富豪探偵〜蜜愛の罠〜（2014年）

- 日向唯稀著
  - 抱かれてシリーズ
    - ビロードの夜に抱かれて（2010年）
    - 晩餐会の夜に抱かれて（2012年）
    - 披露宴の夜に抱かれて（2015年）
    - 満月の夜に抱かれて（2017年）
    - 豪華客船の夜に抱かれて（2017年）
    - 美食の夜に抱かれて（2018年）
    - 誓約の夜に抱かれて（2019年）
    - ベルベットの夜に抱かれて（2020年）
    - 舞踏会の夜に抱かれて（2021年）

- 水戸泉著
  - 王子様のヒミツ（2011年）

- 神香うらら著
  - お伽話の結末は（2011年）
  - 兄の彼氏の兄（2013年）
  - 傲慢社長の甘い求愛（2015年）
  - 敏腕社長の溺愛計画（2018年）
  - 映画監督の寵愛メソッド（2019年）
  - 御曹司の計画シリーズ
    - 御曹司の溺愛家族計画（2019年）
    - 御曹司の天使溺愛計画（2019年）

  - 方程式シリーズ
    - 極上御曹司の初恋略奪方程式（2020年）
    - 極上御曹司の恋愛成就方程式（2020年）

  - 御曹司の極秘純愛ミッション（2021年）

- 深山ひより著
  - 終わりのない片想い（2011年）

- 藍生有著
  - 灼熱の引力（2012年）

- 橘かおる著
  - オーベルジュの婚礼 今宵あなたと鐘の音を（2012年）
  - 神獣の寵愛
    - 神獣の寵愛〜白銀と漆黒の狼〜（2015年）
    - 神獣の溺愛〜狼たちのまどろみ〜（2016年）

  - レッドカーペットの煌星（2018年）

- chi-co著
  - DOG DAYS〜野獣な恋人〜（2013年）
  - 夢喰いの夢（2014年）

- 弓月あや著
  - 嘘つき紳士は、かく語りき（2013年）
  - 万華鏡ドロップス（2016年）
  - 金貸し紳士に天使のキスを（2018年）
  - 花ひらり恋ふわり〜天使がくれた恋のお話〜（2019年）
  - 貴公子アルファと桜のオメガ（2020年）

- 夏乃穂足著
  - 脱いだら凄い嶋崎さん（2013年）

- 真崎ひかる著
  - キリンな花嫁と子猫な花婿（2014年）
  - 身がわりの恋（2015年）
  - 甘いのはキライ（2016年）
  - 桃色蜜月〜雪兎とヒミツの恋人〜（2017年）
  - 魅惑の甘露〜幼妻はハーフヴァンパイア〜（2017年）
  - 守護鳥シリーズ
    - 朱の王子と守護の子育て（2019年）
    - 蒼の王子と誓いの愛翼（2021年）

  - 獣医さんに押しかけ女房〜ぽんぽこ花嫁修業〜（2019年）
  - もふもふ花嫁シリーズ
    - もふもふ遊郭の初夜花嫁（2020年）
    - もふもふ狼王の寵愛花嫁（2020年）
    - もふもふ黒豹男爵の慈愛花嫁（2021年）

- 恵庭著
  - 荒瀬先輩とピヨの777日（2014年）

- 神楽日夏著
  - そこから先は恋の領域（2014年）

- 柊平ハルモ著
  - 満月に発情中!（2014年）

- 御堂なな子著
  - エクスプレス シリーズ
    - ダイヤモンド・エクスプレス〜伯爵との甘美な恋〜（2014年）
    - プラチナ・エクスプレス〜傲慢侯爵と至上の愛〜（2016年）

- 淡路水著
  - きみの手をたずさえて（2015年）

- 春原いずみ著
  - 麻酔科医の策略（2015年）

- 今城けい著
  - そんなん仕事しとるんやろが!（2016年）

- 水瀬結月著
  - 花嫁は愛の宝石（2016年）
  - 翡翠の花嫁シリーズ
    - 翡翠の花嫁、王子の誓い（2016年）
    - 翡翠の花嫁、俳優の溺愛（2016年）

- 川琴ゆい華著
  - 天使と家族になりました（2018年）

- 貫井ひつじ著
  - 溺愛騎士と無垢な愛妻（2018年）

- 海野幸著
  - 砂漠に花の降るように〜世界で一番愛しいオメガ〜（2019年）

- 雨月夜道著
  - 溺愛社長と子育てスケッチ（2020年）

- 墨谷佐和著
  - かけだし騎士はアルファの王子の愛を知りました（2021年）

### コミック
- 花丸漫画セレクション Vol.1 - 「しょせんケダモノ」（原作：斑鳩サハラ）収録（短話で電子書籍化済み）
- Daria 2007年10月号 - 「遊星☆ロマンス」収録
- Daria 2012年2月号 - 「ふぁにぃ・ばにぃ☆らっぷ」収録
- Daria 2013年12月号 - 「ファースト××」収録
- Daria 2014年10月号 - 「魅惑のチョコバナナ★」収録
- Daria 2015年8月号 - 「誘惑のアイスキャンディー☆」収録
- Daria 2017年4月号 - 「ホット バレンタイン」収録
- Daria 2017年6月号 - 「ハタチの誕生日に」収録
- Daria 2017年8月号 - 「ハタチの記念に」収録
- Daria 2018年4月号 - 「ココロのカタチ」収録

### 画集
- 『明神翼イラスト集 翼』（プランタン出版、2004年12月10日初版発行）ISBN 4-8296-8206-X
- 『Cover Works Daria 15th Anniversary Illustration Book』（フロンティアワークス、2012年12月22日初版発行）
  - 【アニメイト限定販売】Cover Works ダリア創刊15周年記念表紙イラスト集